# 67P/Churyumov-Gerasimenko
Sao chổi Churyumov–Gerasimenko (Tiếng Nga: Комета Чурюмова — Герасименко), chính thức tên là 67P/Churyumov–Gerasimenko (Tiếng Nga: 67P/Чурюмова — Герасименко) và thường gọi tắt là Chury, 67P/C–G, Comet 67P hoặc 67P, là một sao chổi có quỹ đạo kéo dài 6,45 năm, thời gian quay khoảng 12,4 giờ và đi với tốc độ 135.000 km/h (84.000 dặm/h). Sao chổi sẽ đến điểm cận nhật (khoảng cách tiếp cận với mặt trời gần nhất) lần tiếp theo vào ngày 9 tháng 4 năm 2028. Giống như tất cả các sao chổi, sao được đặt tên sau khi nhà thiên văn học Liên Xô Klim Ivanovych Churyumov và Svetlana Ivanovna Gerasimenko phát hiện ra vào năm 1969.
Sao chổi Churyumov-Gerasimenko là điểm đến trong nhiệm vụ Rosetta của Cơ quan Vũ trụ châu Âu, bắt đầu vào ngày 2 tháng 3 năm 2004. Ngày 6 tháng 8 năm 2014, tàu Rosetta đã đến Churyumov-Gerasimenko và đi vào quỹ đạo vào 10 tháng 9 năm 2014. Rosetta đổ bộ tàu Philae, hạ cánh trên bề mặt của sao chổi vào ngày 12 Tháng 11 năm 2014, trở thành tàu vũ trụ đầu tiên hạ cánh trên sao chổi.

## Khám phá
Klim Ivanovych Churyumov phát hiện sao chổi Churyumov-Gerasimenko vào năm 1969 ở đài quan sát thiên văn Đại học Quốc gia Kyiv. Ông đã kiểm tra một bức ảnh của Svetlana Ivanovna Gerasimenko chụp sao chổi Comas Solà vào ngày 11 tháng 9 năm 1969 tại Viện Astrophysical Alma-Ata, gần Almaty (lúc đó là thủ đô của Cộng hòa Xã hội Chủ nghĩa Xô viết Kazakhstan, Liên Xô). Churyumov nhìn thấy một sao chổi gần mép của tấm ảnh, nhưng lại giả định đây là sao chổi Comas Solà.
Sau khi trở về nhà ở Kiev, Churyumov cẩn thận kiểm tra lại tất cả các tấm ảnh. Ngày 22 tháng 10, khoảng 1 tháng sau khi bức ảnh chụp, ông phát hiện ra rằng đó không thể là Comas Sola, bởi vì so với vị trí dự kiến, nó lệch khoảng 1,8 độ. Ông tiếp tục xem xét, kiểm tra một cách kĩ lưỡng và thấy được một hình ảnh mờ nhạt của sao chổi Comas Sola tại vị trí dự kiến của nó trên tấm ảnh, do đó ông đã chứng minh rằng các sao chổi này là khác nhau.

## Quỹ đạo
Các sao chổi thường bị đẩy nhẹ sang một quỹ đạo khác khi tiến sát gần Sao Mộc và sẽ bị nhiễu loạn. Trước năm 1959, khoảng cách điểm cận nhật của Churyumov-Gerasimenko là khoảng 2,7 AU (400.000.000 km). Song đến tháng 2 năm 1959, khi đi qua sao Mộc, sao chổi đã di chuyển điểm cận nhật của mình gần hơn, khoảng 1,3 AU (190.000.000 km) và vẫn giữ nguyên khoảng cách đó đến ngày hôm nay.
Sau năm 2009, khi quan sát điểm cận nhật của Churyumov-Gerasimenko, người ta thấy thời gian quay của nó đã giảm từ 12.76 giờ đến 12,4 giờ. Sự thay đổi này nguyên nhân là do mô men xoắn thăng hoa gây ra.

## Điểm cận nhật năm 2015
Tính đến tháng 9 năm 2014, cấp sao biểu kiến của Churyumov-Gerasimenko là vào khoảng 20. Sao chổi này tiếp theo sẽ đến điểm cận nhật vào ngày 13 tháng 8 năm 2015. Từ tháng 12 năm 2014 cho đến tháng 9 năm 2015, sao chổi sẽ có một góc lìa ít hơn 45 độ tính từ Mặt Trời. Vào ngày 10 tháng 2 năm 2015, sao chổi sẽ đi đến Mặt Trời ở góc 5 độ và cách Trái đất 3,3 AU (490.000.000 km). Sao chổi sẽ đi qua đường xích đạo bầu trời vào ngày 5 tháng 5 năm 2015 và có thể nhìn từ Bắc bán cầu. Nhưng khi điểm cận nhật khi đang ở trong chòm sao Song Tử, sao chổi chỉ sáng với cấp sao biểu kiến là 11 cho nên chỉ nhìn thấy được bằng kính thiên văn.

## Nhiệm vụ Rosetta
Sao chổi Churyumov-Gerasimenko là điểm đến của nhiệm vụ tàu vũ trụ Rosetta (phóng vào năm 2004). Năm 2014, tàu đã đến sao chổi và đổ bộ tàu robot thăm dò trên sao chổi.

### Công việc đầu tiên
Khi chuẩn bị cho nhiệm vụ Rosetta, người ta đã phân tích một cách kĩ lưỡng hình ảnh chụp vào 12 tháng 3 năm 2003 bởi kính viễn vọng không gian Hubble và nhờ máy tính đã tạo ra một mô hình 3D tổng thể của sao chổi.
Ngày 25 tháng 4 năm 2012, các quan sát chi tiết nhất cho đến thời điểm đó đã được N. Howes, G. Sostero và E. Guido thực hiện với kính viễn vọng Faulkes dài 2 mét trong khi Churyumov-Gerasimenko đang ở điểm viễn nhật.
Ngày 6 tháng 6 năm 2014, Rosetta phát hiện hơi nước trên Churyumov-Gerasimenko khi cách 360.000 km (220.000 dặm) đến sao chổi và 3,9 AU (580.000.000 km) đến mặt trời. Ngày 14 tháng 7 năm 2014, bức ảnh được chụp bởi Rosetta cho thấy, sao chổi có hình dạng bất thường trong hình dạng với hai thùy riêng biệt. Có lời giải thích là sao là một sự va chạm giữa hai sao chổi, nhưng theo cách khác: ví dụ, sao có thể đã bị ảnh hưởng bởi lực hấp dẫn. Hoặc lời giải thích khác là một lượng đáng kể băng thăng hoa từ bề mặt của sao và để lại phía sau một hình dạng bất đối xứng. Kích thước của sao được ước tính là 3,5 × 4 km (2,2 × 2,5 dặm).

### Đến nơi
Bắt đầu từ tháng 5 năm 2014, tốc độ tàu Rosetta giảm xuống 780 m/s (2.800 km/h hay 1.700 mph) với một loạt các Δv (Delta-v). Tàu Rosetta tiếp xúc với Churyumov-Gerasimenko vào ngày 6 tháng 8 năm 2014 bằng cách giảm vận tốc bằng vận tốc đi bộ 1 m/s (4 km/h hay 2 mph). Rosetta vào quỹ đạo vào ngày 10 tháng 9, cách mặt đất 30 km (19 dặm).

### Đổ bộ
Ngày 12 tháng 11 năm 2014, tàu Rosetta thả robot Philae để đổ bộ. Robot Philae là tàu thăm dò nặng 100 kg (220 lb) nhằm đặt ra trên bề mặt với các thiết bị hạ cánh.
Do khối lượng tương đối thấp, việc hạ cánh trên sao chổi sẽ liên quan đến đặc điểm kỹ thuật nhất định để giữ cho tàu Philae không bị lật. Bộ phận hạ cánh bao gồm một loạt các cơ chế được thiết kế để phù hợp với trọng lực yếu của 67P, bao gồm lao móc, động cơ đẩy, chân hạ cánh gắn ốc vít băng, và một bánh đà để ngăn chặn tàu đổ bộ lật trong khi hoạt động gần bề mặt. Trong khi đổ bộ, động cơ đẩy và lao móc không hoạt động, và các chân hạ cánh gắn ốc vít băng đã không cắm sâu xuống bề mặt sao. Tàu nảy lên nảy xuống hai lần thì mới đổ bộ thành công.

### Dấu vếtOxy
Các phát hiện được ESE công bố ngày 28/10/2015 cho thấy họ đã phát hiện dấu vết khí oxy phân tử trong các đám mây bao quay sao chổi.

## Ảnh

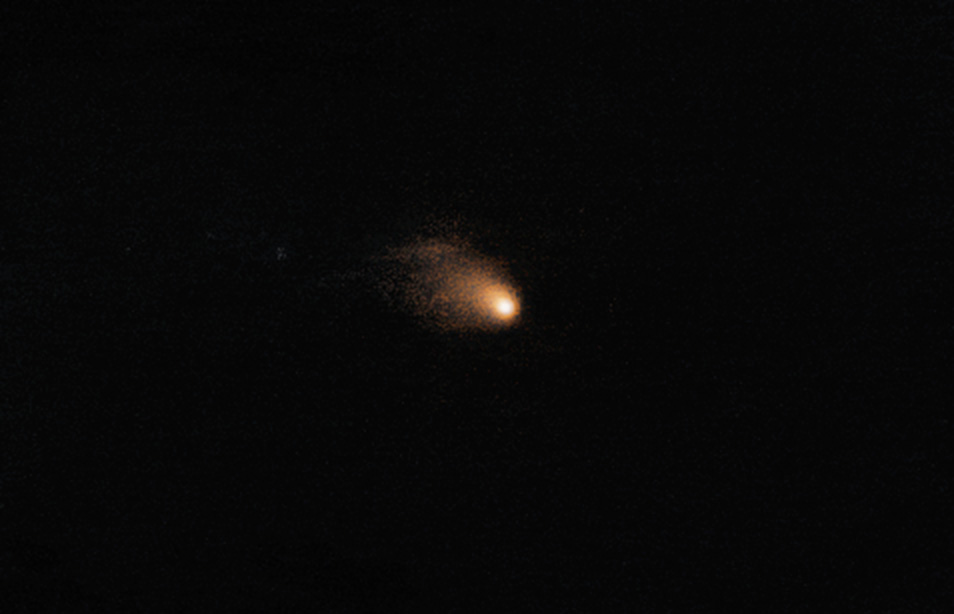
Nhìn từ Kính viễn vọng rất lớn vào ngày 11 tháng 8 năm 2014
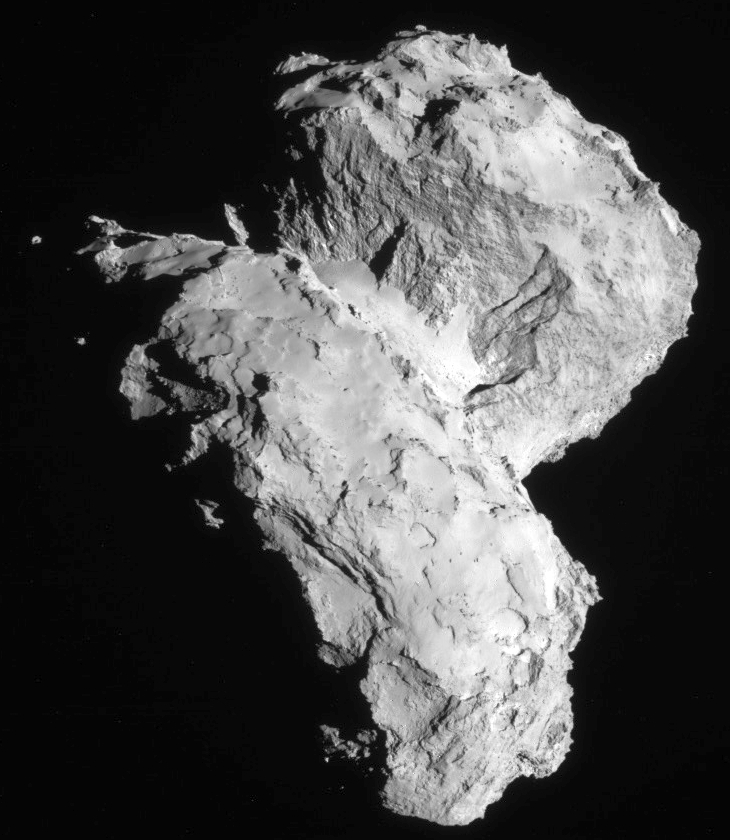
Nhìn từ tàu Rosetta vào ngày 22 tháng 8 năm 2014
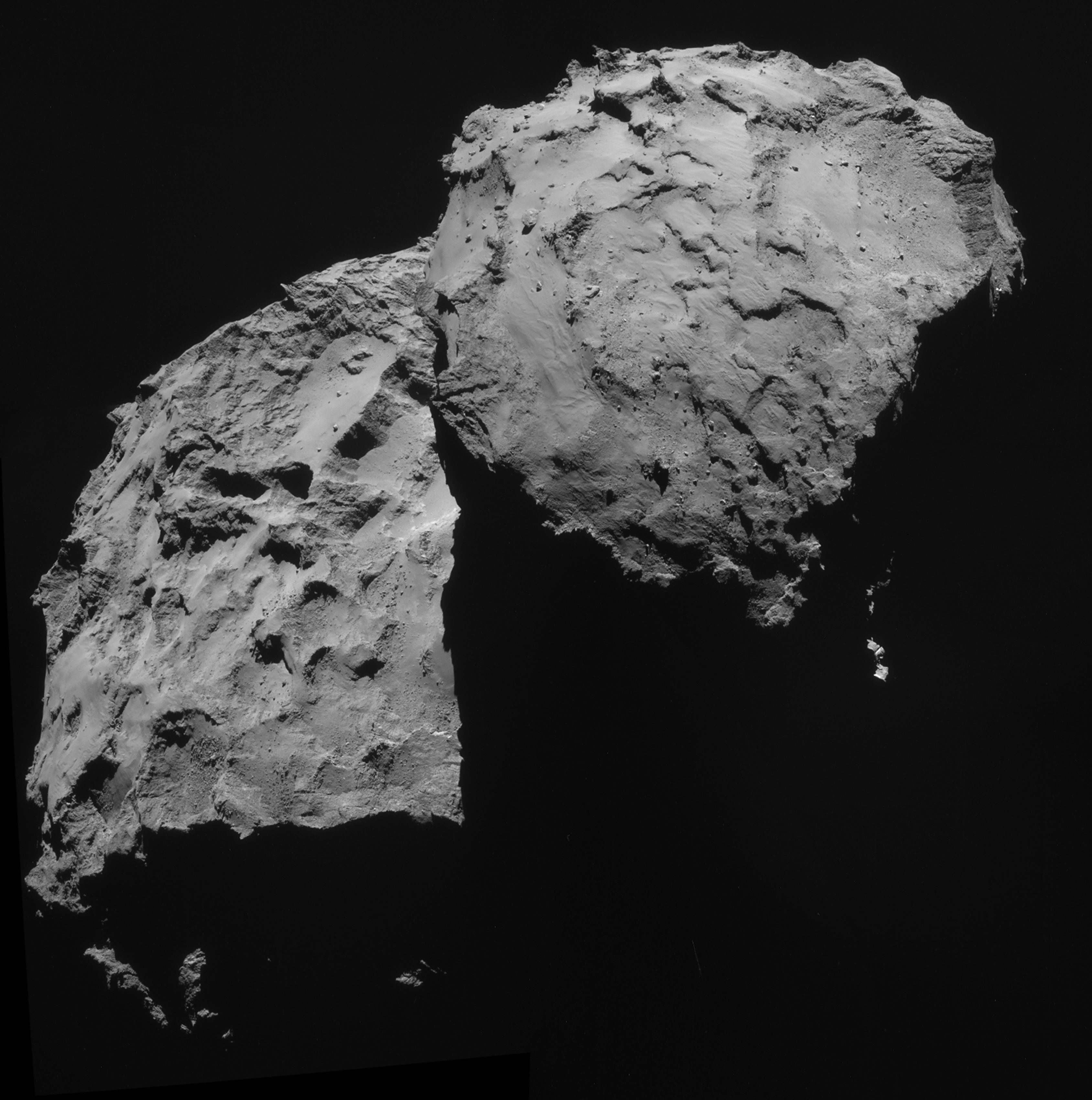
Nhìn từ tàu Rosetta vào ngày 14 tháng 9 2014
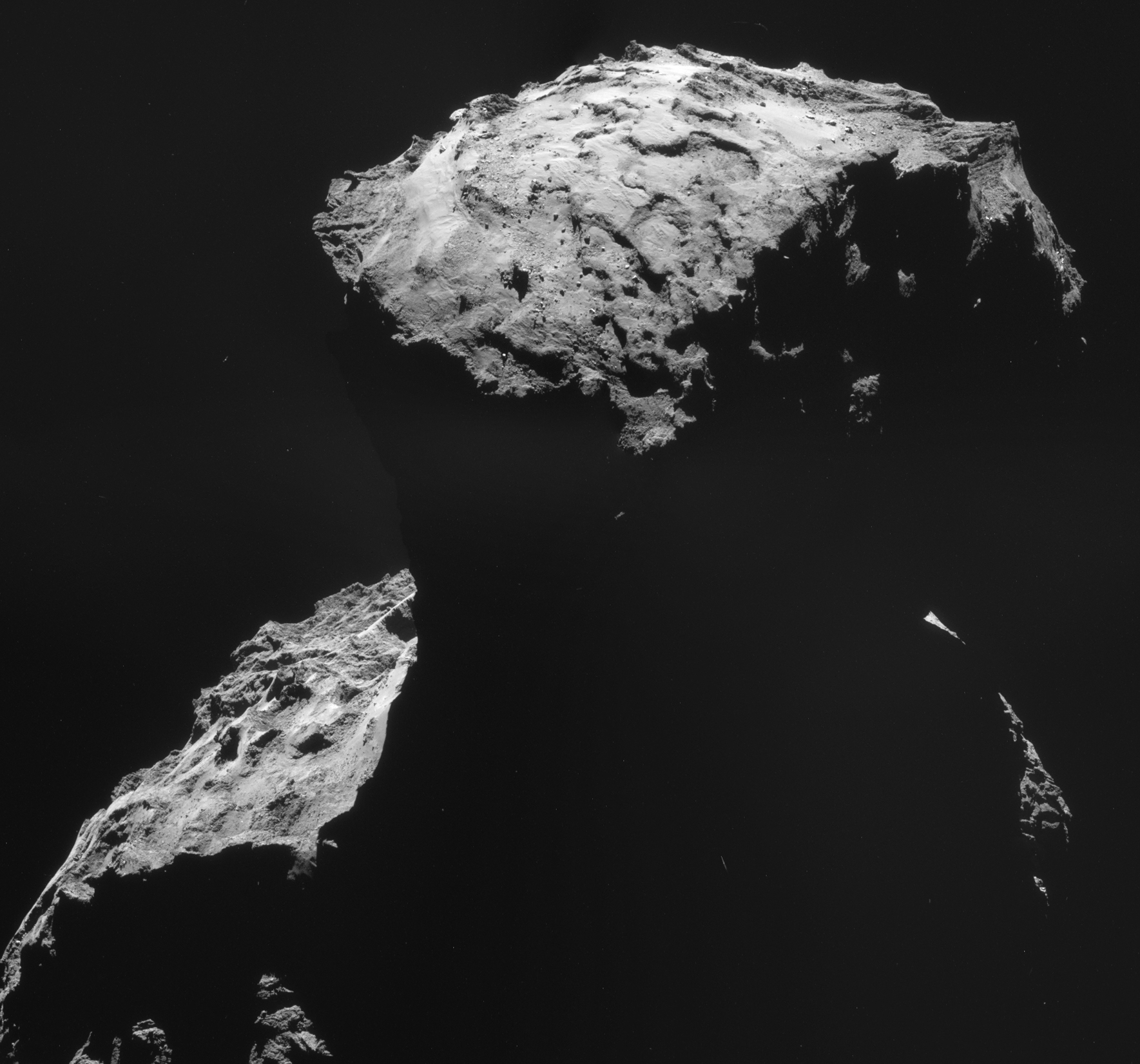
Nhìn từ tàu Rosetta vào 30 tháng 10 năm 2014